# Tylophora angustifolia
Tylophora angustifolia är en oleanderväxtart som beskrevs av Rudolf Schlechter. Tylophora angustifolia ingår i släktet Tylophora och familjen oleanderväxter. Inga underarter finns listade i Catalogue of Life.